# Ludvík Ráža
Ludvík Ráža (Mukàtxevo, Transcarpàcia, 3 de setembre de 1929 – Praga, 4 d'octubre de 2000) va ser un guionista i director de cinema i televisió txec.
El seu domini era principalment contes de fades de televisió, diverses històries de fantasmes, pel·lícules amb un tema històric misteriós, ciència-ficció i cinema de fentasia misteriós i emocionants. Estava casat, amb la seva dona Jana (de soltera Tymešová) va tenir una filla, Evženie Rážová (1960), que és dissenyadora de vestuari. Va morir de càncer.

## Carrera
Graduat al gimnàs de Praga. Després d'una curta carrera docent a Cheb, va estudiar (1953–1958) a la Facultat de Cinema de la FAMU), on més tard (fins al 1990) va treballar com a professor.
Va treballar per a la Československá televize de 1958 a 1991. Després de l'ocupació de la invasió de les tropes del Pacte de Varsòvia a Txecoslovàquia el 1968, es va dedicar principalment a les creacions per a nens. Des de 1964 fins a l'any revolucionari de 1989, va ser el responsable de l'emissió infantil i juvenil.
Ludvík Ráža es va fer un nom especialment com a director de televisió. Va filmar sobretot contes de fades i temes històrics, ni tan sols va evitar els temes de horror (Poslední propadne peklu) i està signat per a diverses sèries (per exemple, My všichni školou povinní).
Va morir l'any 2000 a Praga. Va ser enterrat al Cementiri de Vinohrady.

## Premis, selecció
- 1964 Podivný pan Barnabášek – Premi principal de la Nimfa d'Or per a la direcció al Festival de Televisió de Montecarlo
- 1965 Země velkého vypravěče pohádek – premi principal i el premi UNESCO al Festival Internacional de Múnic
- 1971 Nikdo mi nic nepoví – premi principal al festival de Bratislava
- 1975 Odysseus a hvězdy – premi al festival de cinema de Gottwaldov
- 1980 Něco je ve vzduchu – festival internacional de cinema fantàstic a Trieste
- 1981 Chvíle pro píseň trubky – Gran Premi Ninfa d'Or per a la direcció al Festival de Televisió de Montecarlo
- 1988 títol d'artista nacional

## Filmografia

### Cinema
- 1976 Odyssesus a hvězdy
- 1978 Tajemství Ocelového města
- 1980 Něco je ve vzduchu
- 1982 Poslední propadne peklu
- 1994 V erbu lvice

### Televisió
- 1964 Kluk a kometa (sèrie de televisió)
- 1967 Sedmero krkavců
- 1971 Princ a chuďas
- 1972 Podezřelé prázdniny (minisérie)
- 1973 Boříkovy lapálie (minisèrie)
- 1975 My z konce světa (sèrie de televisió)
- 1977 Tajemství proutěného košíku (seriál)
- 1979 Upír ve věžáku
- 1981 V zámku a v podzámčí
- 1984 My všichni školou povinní (sèrie)
- 1984 Koloběžka první
- 1985 O chytrém Honzovi
- 1990 O Janovi a podivuhodném příteli
- 1993 Sedmero krkavců
- 1997 O spanilé Jašince
- 1998 Stín